# Dominik Heider
Dominik Heider (* 1982 in Essen) ist ein deutscher Bioinformatiker und Data Scientist. Seit dem 1. September 2024 ist er Geschäftsführender Direktor des Instituts für Medizinische Informatik der Universität Münster. Seit 2023 ist Heider zudem Gastprofessor an der T.H. Chan School of Public Health der Harvard University in Boston, MA, USA.

## Wissenschaftlicher Werdegang
Dominik Heider studierte an der Universität Münster von 2002 bis 2006 Informatik. Nach dem Diplom 2006 arbeitete er als wissenschaftlicher Mitarbeiter in der Experimentellen Tumorbiologie und dem Institut für Informatik der Universität Münster, wo er 2008 promovierte. 
Anschließend war er von 2008 an als Postdoc in der Arbeitsgruppe für Bioinformatik am Zentrum für medizinische Biotechnologie (ZMB) an der Universität Duisburg-Essen tätig. Des Weiteren ist er seit 2009 Gastprofessor an der Universität Cagliari und seit 2011 Mitglied der Global Young Faculty der Stiftung Mercator. 
Im Juni 2012 wurde Heider zum Privatdozenten für das Fach Bioinformatik und im September 2012 zum Akademischen Rat an der Universität Duisburg-Essen ernannt.
Von Mai 2014 bis September 2016 war Heider Professor für Bioinformatik am Wissenschaftszentrum Straubing und von Oktober 2016 bis September 2023 Professor für Data Science in der Biomedizin am Fachbereich Mathematik und Informatik der Philipps-Universität Marburg. Von Oktober 2023 bis August 2024 war er Professor für Machine Learning for Medical Data an der Heinrich-Heine-Universität Düsseldorf.

## Preise und Auszeichnungen
Für seine Arbeiten auf dem Gebiet der HIV-Forschung wurde Dominik Heider 2011 mit dem Preis im Im Wettbewerb Deutschland – Land der Ideen ausgezeichnet.
Im Juni 2013 wurde seine Habilitationsschrift mit dem Gottschalk-Diederich-Baedeker-Preis ausgezeichnet.
Im Oktober 2020 wurde Heider für sein Engagement zur Förderung von Frauen in der Informatik mit dem Frauenförderpreis der Philipps-Universität Marburg ausgezeichnet.
2021 lehnte er ein Angebot des Robert Koch-Instituts ab, Direktor des neu gegründeten Zentrums für künstliche Intelligenz – Public Health (ZKI-PH) zu werden.